# Stig Hartman

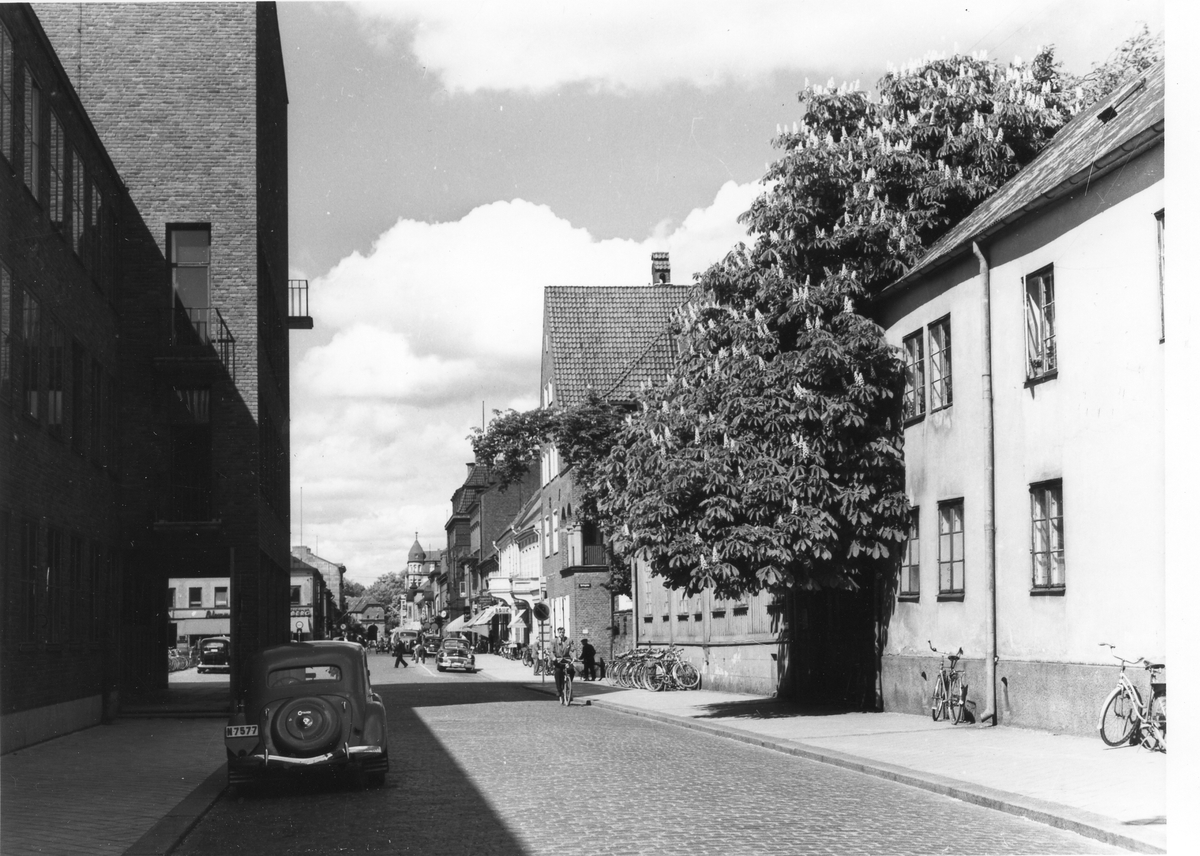
Storgatan i Halmstad söder om Stora Torg, omkring 1945. Till vänster syns rådhuset från 1938. Bakom kastanjen till höger skymtar det Tollska huset från 1780-talet och bakom detta syns sadeltaket till Sparbankshuset från 1914. I fonden syns tornet på Twistens gård och Norre Port.

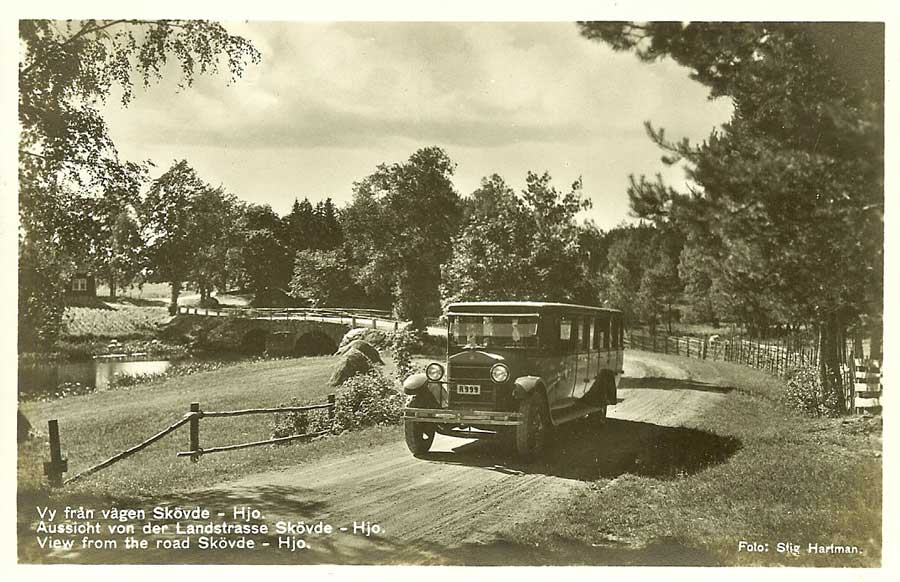
Buss på landsvägen mellan Skövde och Hjo, troligen 1930-talet

Stig Hartman, född 27 maj 1905 i Göteborg, död 16 januari 1985 i Stockholm, var en svensk fotograf.
Stig Hartman växte upp i Malmö, där han under en period arbetade som pressfotograf på Sydsvenska Dagbladet Snällposten. På 1930-talet flyttade han till Halmstad, där han öppnade och drev en kamerabutik på Storgatan. Han fotodokumenterade också vardagen i staden.